# Haber pri Medgorjah
Haber pri Medgorjah (nemško Haber) je naselje v Občini Žrelec v Okraju Celovec-dežela na Koroškem v Avstriji.